# Rugby Europe U18 Championship 2018
El Rugby Europe U18 Championship del 2018 se disputó en Polonia y fue la decimoquinta  edición del torneo en categoría M18.

## Equipos participantes
- Selección juvenil de rugby de Bélgica
- Selección juvenil de rugby de España
- Selección juvenil de rugby de Francia
- Selección juvenil de rugby de Georgia
- Selección juvenil de rugby de Países Bajos
- Selección juvenil de rugby de Portugal
- Selección juvenil de rugby de Rumania
- Selección juvenil de rugby de Rusia

## Resultados

### Cuartos de final
- Los perdedores avanzan a la copa de plata

| 25 de marzo | Francia | 67 - 8 | Rumania |  |  |

| 25 de marzo | España | 42 - 3 | Bélgica |  |  |

| 25 de marzo | Georgia | 69 - 12 | Países Bajos |  |  |

| 25 de marzo | Portugal | 37 - 32 | Rusia |  |  |

### Semifinal de Plata
| 28 de marzo | Rumania | 27 - 5 | Bélgica |  |  |

| 28 de marzo | Países Bajos | 3 - 18 | Rusia |  |  |

### Semifinales Campeonato
| 28 de marzo | Francia | 38 - 7 | España |  |  |

| 28 de marzo | Georgia | 25 - 0 | Portugal |  |  |

### Séptimo puesto
| 31 de marzo | Bélgica | 14 - 10 | Países Bajos |  |  |

### Quinto puesto
| 31 de marzo | Rumania | 7 - 33 | Rusia |  |  |

### Tercer puesto
| 31 de marzo | España | 17 - 0 | Portugal |  |  |

### Final
| 31 de marzo | Georgia | 8 - 3 | Francia |  |  |

| Bandera de Georgia |
| Campeón Georgia    |
| Primer título      |